# 日野町事件
日野町事件（ひのちょうじけん）とは、1984年12月29日に滋賀県蒲生郡日野町の自営業の女性が消息を絶ち、翌年1月18日に他殺体となって発見された強盗殺人事件。日本弁護士連合会が支援する再審事件である。

## 詳細
- 1984年12月29日 - 酒屋の女性経営者A（当時69歳）が行方不明となる。
- 1985年1月18日 - 日野町内の宅地造成地でAの遺体発見。死因は絞殺だった。
- 1985年4月28日 - 石原山の山中にてAの金庫が発見。
- 1988年3月9日より、酒屋の立ち飲み常連客であったB（当時53歳）が警察の事情聴取を受け、同月11日、犯行を自白して翌日に強盗殺人罪で逮捕。だが裁判では自白を強要されたとして一転無罪を主張[3]。
- 1995年 - 大津地裁で無期懲役判決。
- 2000年 - 最高裁の上告棄却で無期懲役確定[3]。
- 2001年 - 大津地裁に再審を請求するが2006年に棄却（裁判長判事は長井秀典）[3]。被告側は2006年3月30日 大阪高裁に即時抗告した[3][4]。

Bは係争期間中に胃の手術を受け、2000年5月から一時大阪の民間病院にて入院生活を送った。広島刑務所で服役中だった2010年12月から肺炎とみられる症状が出たため刑の執行を広島地検が停止し、広島市内の一般の病院に入院した。だが翌年1月に先の症状により意識不明に陥り、肺炎のため同年3月18日未明に死去した。75歳没。死亡に伴い、2011年3月30日 即時抗告審の終了が決定した。
2012年3月30日、遺族が玉木昌美弁護士を主任弁護人とする弁護団と共に大津地裁へ第二次再審請求。
同年中に、有罪の重要な証拠と位置づけられる金庫発見現場への引当の報告書について、添付されていた写真の順序がネガと入れ替えられた捏造である旨の報道がなされる。証拠開示によりネガの開示を受けた弁護団が、捜査報告書と対照したことで発覚したものであった。
2018年7月11日、大津地裁（今井輝幸裁判長）は再審開始を認める決定をした。大津地裁決定は「警察官の暴行や脅迫で自白した疑いがある」と自白の信用性を否定した。
同年7月17日、検察官は大津地裁の再審開始決定に対して即時抗告を行い、大阪高等裁判所第二刑事部に配点され、審理が進められていた。
2020年6月12日、第1次再審請求を大津地方裁判所刑事部総括判事として棄却した長井秀典判事が大阪高裁第二刑事部総括判事として着任し、その後、日野町事件の即時抗告審を裁判長として担当することが判明した。これに反発した再審請求人や弁護団が変更を求めて裁判所に対して申入れをするとともに抗議集会や裁判所周辺におけるビラ配りが行われた。同月26日、大阪高等裁判所から弁護団に対して事件を第二刑事部から第三刑事部へ割り替えることが通知され、裁判長は交代することになった（岩倉広修→石川恭司）。
2023年2月27日、大阪高裁は再審開始を認めた大津地裁決定を支持して検察官の即時抗告を棄却したが、大阪高検は｢承服しがたい｣として、同年3月6日、最高裁に特別抗告した。

## 疑問
Aが行方不明となった当日、Bは知人宅で酒を飲み、そのまま翌朝まで寝込んでしまったというアリバイを主張するも、取り調べの警察から「殺害を認めないと（結婚予定の娘の）嫁ぎ先をガタガタにしてやる」という脅迫をされたり、反抗するなと刑事達数人がかりで殴る蹴るや鉛筆の束ねた物で突付かれる暴力を受けたり、「殺害したことを認めたら早く出られる」と言われたりしたこと（≒拷問。憲法第36条で禁止）で、嘘の自白をしたとBは主張している。これらの主張を裏返す物的証拠は未だに発見されていない。
- Bの自白には、秘密の暴露が一切無い。
- Bは警察に手で被害者の首を締めたと自供しているが、遺体には舌骨右大角部の骨折および右顔面の損傷があり、鑑定では直接手で締めたのではなく紐などを使って締めたという結果が出ている。
- 次々と浮かぶ疑問に対して、大津地裁は「逮捕に至るまで3年間が経過したことによる記憶違いである」と主張したのみで、それ以上にBが犯人だという決定的な証拠が皆無であること。

## 支援
2002年3月15日 日本弁護士連合会（日弁連）が再審支援を決定する。